# Студёный Ключ (Кукморский район)
Студёный Ключ (удм. Алушгурт) — деревня в Кукморском районе Татарстана. Административный центр Среднекуморского сельского поселения.

## География
Находится в северо-западной части Татарстана на расстоянии приблизительно 5 км на юго-запад по прямой от районного центра города Кукмор.

## История
Основана в середине XVIII века, упоминалась также как деревня На горе у Студёного Ключа, Алыш-Аул, Алеш-Гурт.

## Население
Постоянных жителей было: в 1782 году — 12 душ мужского пола, в 1859—110, в 1897—149, в 1908—142, в 1920—166, в 1938—208, в 1949—149, в 1958—145, в 1970—163, в 1979—159, в 1989 — 94, 79 в 2002 году (удмурты 100 %), 68 в 2010.